# Cerdistus caliginosus
Cerdistus caliginosus är en tvåvingeart som först beskrevs av White 1914.  Cerdistus caliginosus ingår i släktet Cerdistus och familjen rovflugor. Inga underarter finns listade i Catalogue of Life.